# Крістін Генна
Крістін Генна (нар. 25 вересня 1960) — американська письменниця. Серед її найвідоміших творів — «Зимовий сад», «Соловей», «Провулок світлячків», «Велика глушина» і «Чотири вітри». 2024 року вийшла книжка «Жінки», у якій події розгортаються у США в 1960-х роках під час війни у В'єтнамі.

## Життєпис
Крістін Генна народилася у Каліфорнії. Після закінчення 1983 року Вашингтонського університету з дипломом із комунікацій Генна працювала в рекламному агентстві в Сіетлі. Вона закінчила юридичний факультет Університету Пьюджет-Саунд і працювала юристом у Сіетлі, перш ніж стати письменницею. Свій перший роман Генна написала разом з матір'ю, яка в той час помирала від раку, але книга так і не вийшла.
Найпродаваніший твір письменниці «Соловей» розійшовся накладом понад 4,5 млн копій по всьому світу та був опублікований 45 мовами.
Генна живе на острові Бейнбридж, штат Вашингтон зі своїм чоловіком і сином.

### Окремі романи
- Пригорща раю /A Handful of Heaven (липень 1991)
- Зачарування /The Enchantment (червень 1992)
- Одного разу в кожному житті /Once in Every Life (грудень 1992)
- Якщо віриш /If You Believe (грудень 1993)
- Коли б'є блискавка /When Lightning Strikes (жовтень 1994)
- В очікуванні місяця /Waiting for the Moon (вересень 1995)
- Знову вдома /Home Again (жовтень 1996)
- На Містичному озері /On Mystic Lake (лютий 1999)
- Водоспад Ейнджел /Angel Falls (квітень 2000)
- Літній острів /Summer Island (березень 2001)
- Далекі береги /Distant Shores (липень 2002)
- Між сестрами /Between Sisters (квітень 2003)
- Те, що ми робимо заради кохання /The Things We Do for Love (червень 2004)
- Втіха й радість /Comfort and Joy (жовтень 2005)
- Чарівна година /Magic Hour (лютий 2006)
- Провулок світлячків /Firefly Lane (2008)
- Справжні кольори /True Colors (2009)
- Зимовий сад /Winter Garden (2010)
- Нічна дорога /Night Road (березень 2011)
- Домашній фронт /Home Front (2012)
- Відлітайте /Fly Away (2013)
- Соловей /The Nightingale (2015)
- Велика глушина /The Great Alone (2018)
- Чотири вітри /The Four Winds (2021)
- Жінки /The Women (2024)

### Збірки
- On Mystic Lake / Summer Island (2005)
- Firefly Lane / Fly Away (2008, 2013)

### Переклади українською
2024 року видавництво «Рідна мова» опублікувало український переклад роману «Провулок світлячків» у серії «Великий роман РМ». Перекладачка — Таїсія Івченко.

## Кіно і телебачення
Чотири романи Генни відібрали для знімання фільмів: «Домашній фронт», «Соловей»,  «Велика глушина» і «Жінки».
Провулок світлячків — оригінальний серіал Netflix на основі однойменного роману, із Сарою Чок і Кетрін Гейґл у головних ролях, прем’єра якого відбулася 3 лютого 2021 року.

## Зовнішні посилання
- Офіційний сайт
- Книги Крістін Генни за порядком